# Maserati Khamsin
La Maserati Khamsin est une voiture GT fabriquée par le constructeur italien Maserati de 1974 à 1982.

## Origine du nom
Son nom est celui d'un vent chaud et violent (le khamsin en arabe : خمسين, khamsīn or khamseen, pronon. kam.sɛ̃ signifiant "cinquante") qui souffle dans le désert d'Égypte pendant environ 50 jours par an.

## Historique
La Khamsin porte le code usine « Tipo AM120 ». C'est un pur coupé 2+2 GT dont le dessin est dû au crayon de Marcello Gandini alors chef de projet chez le maître carrossier Bertone avec des finitions très luxueuses, notamment la climatisation de série, un habillage complet en cuir et la radio.
La voiture a été d'abord présentée comme prototype sur le stand Bertone au Salon de Turin 1972 et son lancement officiel sous la marque Maserati est intervenu au Salon de Paris en octobre 1973. C'est en raison du fort mécontentement des modèles Bora et Merak qui avaient été étudiés sous la direction de Citroën, alors propriétaire de la marque au trident depuis la fin d'année 1968, que la direction italienne de Maserati arriva à convaincre Citroën qu'une voiture GT ne peut se contenter des à peu près de la marque aux chevrons.

## Carrosserie

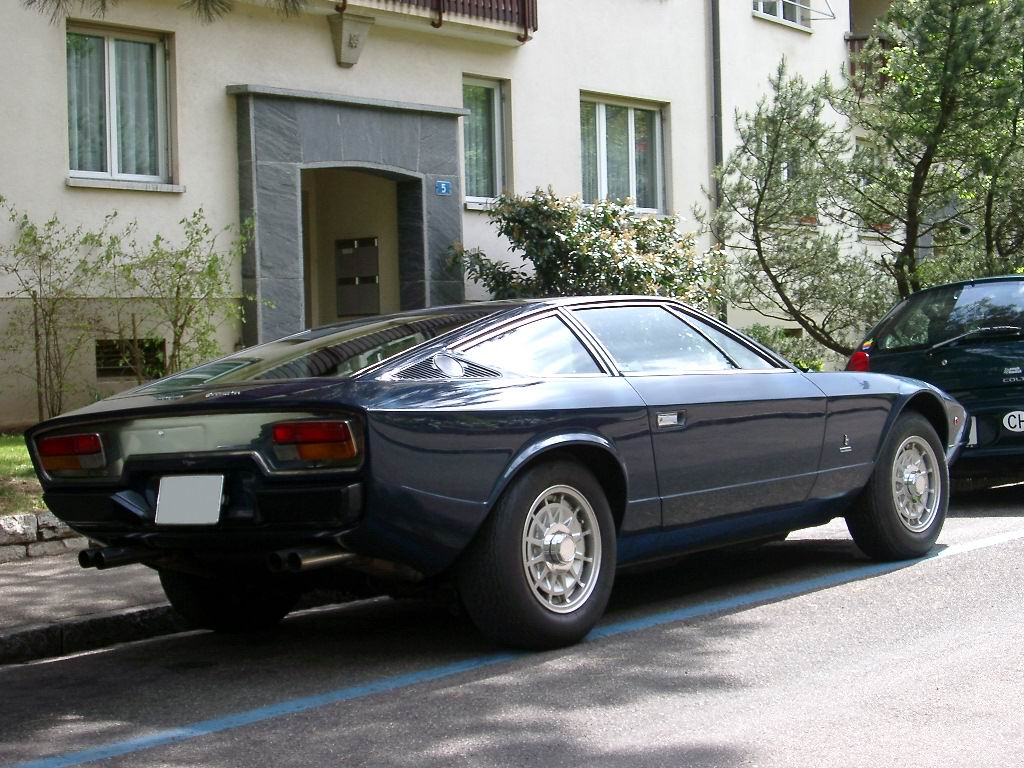
Vue arrière avec jupe vitrée

La carrosserie très effilée, dessinée par Gandini pour Bertone, comportait de très importantes surfaces vitrées dont la jupe arrière, elle aussi vitrée, qui incorporait les feux arrière. Elle reposait sur le châssis tubulaire mis au point pour la Maserati Indy dont elle reprenait l'empattement.

## Mécanique
Pour la partie mécanique, Maserati reprit son fameux moteur V8 à quatre arbres à cames en tête de 4,930 cm3 développant 320 ch à seulement 5500 tours dont l’étude remontait aux glorieuses 450 S de course. Citroën maintiendra certaines de ses solutions techniques comme la direction à rappel asservi (DIRAVI) ou l'embrayage hydraulique (ce dernier n’étant aucunement une spécificité Citroën). La transmission était, au choix, en boîte de vitesses manuelle ZF à 5 rapports ou boîte automatique Borg-Warner (surtout pour le marché américain).

## Performances, consommation et fin de l’histoire…
Dotée de performances de premier ordre servies par d’excellentes qualités dynamiques et routières (275 km/h, 0-100 en 7,3 secondes), relativement fiable, mais née avec le premier choc pétrolier de 1973, la Khamsin est naturellement une auto gourmande avec une consommation moyenne de 17,5 litres d'essence aux 100 km. Dans ce contexte, Citroën, en proie à d’importantes difficultés financières, se désengage peu à peu de Maserati, en déposera le bilan en 1975 et demandera la liquidation judiciaire, ce qui fut refusé. Toutes les commandes de la Khamsin ne purent être honorées. La production totale s'est arrêtée après seulement 435 exemplaires dont 71 avec conduite à droite.
À titre anecdotique, il semblerait que certains modèles aient été trouvés par le repreneur de Maserati, l'équipe De Tomaso, sans vitres ni climatisation ni boîte de vitesses ZF car Citroën n'avait pas payé les fournisseurs. 1 exemplaire unique de spyder a vu le jour en 1975.
Cette concurrente aux Ferrari 365 GT 4 2+2 fut élitiste dans sa diffusion, et si son prix était comparable neuve, elle est maintenant plus demandée et cotée en collection.